# 케이준돔
케이준돔(Cajundome)는 미국 루이지애나주 라피엣에 위치한 실내 경기장이다. 과거 ECHL 루이지애나 아이스게이터스의 홈경기장으로 사용했으면, 현재 SPHL 루이지애나 아이스게이터스의 홈경기장으로 사용하고 있다.